# Association congolaise des banques
 (septembre 2011).
Si vous disposez d'ouvrages ou d'articles de référence ou si vous connaissez des sites web de qualité traitant du thème abordé ici, merci de compléter l'article en donnant les références utiles à sa vérifiabilité et en les liant à la section « Notes et références ».
Pour les articles homonymes, voir ACB.
L’Association congolaise des banques (ACB) a été créée par l'assemblée générale constituante du 22 août 1952 pour une durée de trente ans prorogée de manière indéterminée par l'assemblée générale du 18 juin 1982. Par la loi n° 003-2002 du 2 février 2002 relative à l'activité et au contrôle des établissements de crédit en son article 86 dispose que tout établissement de crédit est obligatoirement tenu d'adhérer à l'Association.
Actuellement, le siège de l'association est établi à Gombe, Kinshasa, Place du Marché 1 à la Trust Merchant Bank et cette dernière en assure le secrétariat général.
L'ACB avait dans un premier temps appelé les banques à renforcer leur dispositif de lutte contre le blanchiment des capitaux ainsi que leur suivi des comptes de personnalités politiques,,. 
La RDC se classe 166e dans l'indice 2022 de perception de la corruption de Transparency International. 